# Lee Chi Hoon
Lee Chi Hoon (* 30. April 1988 in Busan, Südkorea; † 19. März 2020 in Seoul, Südkorea) war ein südkoreanischer Schauspieler und Influencer.

## Leben und Wirken
Lee Chi Hoon wurde in ganz Südkorea durch die Fernsehkomödie „Ulzzang Generation“ bekannt, in der er in fast allen Staffeln eine der Hauptrollen spielte. Später verdingte er sich als Influencer mit einem eigenen Youtube-Kanal und spielte in Serien, die vor allem über den unabhängigen Sender AfreecaTV gesendet wurden.
Am 13. März 2020 wurde er mit hohem Fieber ins Gangnam Severence Hospital in Seoul eingeliefert, mit dem Verdacht auf COVID-19. Ein Test sei negativ ausgefallen, hätte jedoch solange gedauert, dass man sich im Krankenhaus nicht mehr um ihn gekümmert habe. Am 19. März 2020 starb Lee Chi Hoon an den Folgen einer schweren Blutvergiftung. Bis dato ist aber nicht bekannt, wo im Körper diese aufgetreten war, und die Todesursache ist noch nicht hundertprozentig bestätigt. Auch muss geklärt werden, ob man an dem zierlichen Schauspieler eine Triage-Entscheidung vorgenommen hat. Die Trauerfeier wurde mit Familie und Freunden am 22. März 2020 in Seoul gefeiert.

## Filmographie
- Ulzzang Generation (Komödie, südkoreanisches Fernsehen, Serie)
- Flowerman Corporation (Serie, südkoreanisches Fernsehen)
- Sadist Lover (Serie, Internet – AfreecaTV)